# Vincent Alexandre Édouard Élie Jordy
Vincent Alexandre Édouard Élie Jordy (Perpignan, 20 de janeiro de 1961), é um bispo católico francês, arcebispo metropolitano de Tours desde o4 de novembro de 2019.

## Biografia

### Treinamento
Batizado em 26 de março de 1961 na igreja de Saint-Vincent em Collioure (diocese de Perpignan), fez os estudos secundários no colégio de Riedisheim (1971-1975), depois na escola secundária Michel de Montaigne em Mulhouse (1976-1979). Tendo concluído com sucesso o bacharelado da série B em1979, estudou Direito e Ciências Políticas na Faculdade de Estrasburgo e licenciou-se em Direito em1983. Ele então continuou seus estudos no Instituto de Estudos Judiciários.
Depois do serviço nacional realizado em1985no 1º regimento de engenharia  de Illkirch-Graffenstaden, fez estágio em estabelecimento bancário e trabalhou na Educação Nacional.
Posteriormente, estudou teologia no seminário francês de Roma e depois na Pontifícia Universidade Gregoriana (1987-1992). Formado em direito canônico , teologia e espiritualidade, foi ordenado sacerdote em 28 de junho de 1992 para a arquidiocese de Estrasburgo. É membro da Comunidade Emanuel de 1988 tem 1995.

### Padre
Após sua ordenação em 1992, exerceu sucessivamente as funções de capelão no colégio episcopal de Zillisheim e vigário na paróquia de Altkirch.
Depois de uma estadia no mosteiro dos Carmelitas Descalços de Montpellier, entre setembro E dezembro de 1996 No dia 3, foi nomeado diretor espiritual do seminário maior de Estrasburgo, depois superior do mesmo seminário de Estrasburgo. 2000 tem 2008, e responsável pelos serviços de comunicação da arquidiocese.

### Bispo
Nomeado bispo titular de Idassa e bispo auxiliar de Estrasburgo pelo Papa Bento  XVI em 19 de setembro de 2008, recebeu a ordenação episcopal das mãos de Jean-Pierre Grallet, arcebispo de Estrasburgo, auxiliado por Christian Kratz, bispo auxiliar de Estrasburgo, e Pierre Raffin, bispo de Metz, o 11 de novembro de 2008.
O 22 de julho de 2011, foi nomeado bispo de Saint-Claude (Jura) pelo Papa Bento  XVI. Ele está instalado em sua catedral em Saint-Claude le 16 de outubro de 2011 depois de ter tomado posse canonicamente da diocese em 13 de outubro de 2011 na presença dos sacerdotes do colégio dos consultores.
Dentro da Conferência Episcopal da França, foi eleito em 2011 Presidente do Conselho para a Unidade dos Cristãos e Relações com o Judaísmo. O 30 de dezembro de 2011, foi nomeado cavaleiro da Legião de Honra 10 no contingente do primeiro-ministro François Fillon.
Arcebispo Metropolitano
O Papa Francisco nomeou o4 de novembro de 2019, Vincent Jordy , arcebispo de Tours. É instalado na Catedral de Tours aos domingos 5 de janeiro de 2020. Com o título de arcebispo metropolitano, coordena a província eclesiástica que inclui as arquidioceses de Tours e Bourges e as dioceses de Blois, Chartres e Orléans . O7 de abril de 2022, foi eleito vice-presidente da conferência dos bispos da França.